# Kaudorf
Kaudorf ist ein Gemeindeteil des Marktes Bechhofen im Landkreis Ansbach (Mittelfranken, Bayern). Die Gemarkung Kaudorf hat eine Fläche von 4,798 km². Sie ist in 477 Flurstücke aufgeteilt, die eine durchschnittliche Fläche von 10.059,00 m² haben. In ihr liegen neben dem namensgebenden Ort die Gemeindeteile Kallert und Selingsdorf.

## Geographie
Das Dorf liegt in der Talmulde des Seegrabens, der 3 km weiter östlich als rechter Zufluss in die Altmühl mündet, und ist von Ackerland, Grünland und kleineren Waldgebieten umgeben. 0,5 km östlich liegt das Waldgebiet Hart, 0,5 km südöstlich das Waldgebiet Löhlein und das Flurgebiet Hub. 1 km südlich liegt das Hodelfeld.
Gemeindeverbindungsstraßen führen nach Kallert (1,2 km nördlich), nach Sachsbach (1,3 km südlich), nach Reichenau zur Kreisstraße AN 54 (1,5 km westlich) und nach Thann zur Kreisstraße AN 55 (1,7 km nordöstlich).

## Geschichte
Im Jahre 1367 kaufte das Kloster Heilsbronn dort zwei Lehen von Volland Auracher. Im Jahre 1445 erwarb das Kloster durch Tausch von Michael Veldbrechter ein Gut in Kaudorf.
Kaudorf lag im Fraischbezirk des eichstättischen Oberamtes Wahrberg-Herrieden. Gegen Ende des 18. Jahrhunderts bestand der Ort aus 14 Anwesen und einem Gemeindehirtenhaus. Die Dorf- und Gemeindeherrschaft lag bei der Gemeinde selber. Grundherren waren das Kastenamt Herrieden (11 Anwesen) und das Stiftskapitel Herrieden (3 Anwesen).
1806 kam Kaudorf an das Königreich Bayern. Mit dem Gemeindeedikt (frühes 19. Jahrhundert) wurde Kaudorf dem Steuerdistrikt Sachsbach zugewiesen. Wenig später entstand die Ruralgemeinde Kaudorf mit den Orten Kallert und Selingsdorf. Sie war in Verwaltung und Gerichtsbarkeit dem Landgericht Herrieden und in der Finanzverwaltung dem Rentamt Herrieden zugeordnet (1919 in Finanzamt Herrieden umbenannt). Ab 1862 gehörte Kaudorf zum Bezirksamt Feuchtwangen (1939 in Landkreis Feuchtwangen umbenannt) und seit 1929 zum Finanzamt Ansbach. In der Gerichtsbarkeit blieb das Landgericht Herrieden zuständig (1879 in Amtsgericht Herrieden umbenannt), seit 1931 ist es das Amtsgericht Ansbach. Die Gemeinde hatte 1964 eine Gebietsfläche von 4,837 km². Im Zuge der Gebietsreform in Bayern wurde diese am 1. Juli 1971 nach Bechhofen eingemeindet. Dem vorausgegangen war eine Bürgerversammlung, in der abgestimmt wurde, ob die Gemeinde nach Bechhofen oder nach Herrieden eingegliedert werden sollte.

### Baudenkmäler
- Haus Nr. 13: Ehemaliges Gasthaus, Wohnstallhaus, zweigeschossiger Satteldachbau, massiv, bez. 1804.[14]
- Kriegergedächtnismal, bemaltes Brett zum Gedächtnis der Gefallenen im Ersten Weltkrieg; an einer Linde.[14]

### Einwohnerentwicklung
Gemeinde Kaudorf
| Jahr      | 1818  | 1840   | 1852   | 1855   | 1861   | 1867   | 1871   | 1875   | 1880   | 1885   | 1890   | 1895   | 1900   | 1905   | 1910   | 1919   | 1925   | 1933   | 1939   | 1946   | 1950   | 1952   | 1961   | 1970   |
| Einwohner | 176   | 193    | 185    | 186    | 193    | 190    | 171    | 192    | 202    | 197    | 192    | 171    | 170    | 172    | 187    | 200    | 194    | 167    | 158    | 221    | 224    | 194    | 149    | 140    |
| Häuser    | 35    | 33     |        |        |        |        | 33     |        |        | 34     | 34     |        | 32     |        |        |        | 30     |        |        |        | 31     |        | 31     |        |
| Quelle    | [ 8 ] | [ 16 ] | [ 17 ] | [ 17 ] | [ 18 ] | [ 19 ] | [ 20 ] | [ 21 ] | [ 22 ] | [ 23 ] | [ 24 ] | [ 17 ] | [ 25 ] | [ 17 ] | [ 26 ] | [ 17 ] | [ 27 ] | [ 17 ] | [ 17 ] | [ 17 ] | [ 28 ] | [ 17 ] | [ 10 ] | [ 29 ] |

Ort Kaudorf
| Jahr      | 001818 | 001840 | 001861 | 001871 | 001885 | 001900 | 001925 | 001950 | 001961 | 001970 | 001987 | 002001 | 002011 | 002017 | 002023 |
| Einwohner | 94     | 112    | 113    | 94     | 108    | 90     | 101    | 122    | 86     | 77     | 87     | 79     | 83     | 79     | 88     |
| Häuser    | 20     | 19     |        |        | 19     | 19     | 17     | 17     | 18     |        | 18     |        |        |        |        |
| Quelle    | [ 8 ]  | [ 16 ] | [ 18 ] | [ 20 ] | [ 23 ] | [ 25 ] | [ 27 ] | [ 28 ] | [ 10 ] | [ 29 ] | [ 30 ] | [ 31 ] |        | [ 32 ] | [ 1 ]  |

## Religion
Der Ort ist seit der Reformation evangelisch-lutherisch geprägt und bis heute nach St. Peter (Thann) gepfarrt. Die Katholiken sind nach St. Laurentius (Großenried) gepfarrt.